# Arden (mansión)
Arden es una propiedad histórica en las afueras de la ciudad de Harriman, en el estado de Nueva York (Estados Unidos). Es propiedad del magnate ferroviario Edward Henry Harriman y su esposa, Mary Averell Harriman. A principios de la década de 1900, la familia poseía 160 km² en la zona, la mitad de la cual comprende la finca Arden. La casa principal está en la cima de una montaña al este del pueblo, accesible por Arden House Road desde la NY 17. Desde 2011, ha sido propiedad del Centro de Investigación sobre Conservación Natural sin fines de lucro, que opera Arden House como un centro de conferencias con 97 habitaciones.

## Historia
El 17 de septiembre de 1886, Harriman compró en una subasta los 31,82 km² de la propiedad de la familia Peter Parrott por 52 500 dólares, que fue nombrada Arden por la familia Parrott en honor a la Sra. Apellido de soltera de Parrott. Durante los siguientes años, compró 81 km² , casi cuarenta parcelas de tierra diferentes, y se construyeron 64,4 km de caminos de herradura. Harriman contrató a Carrère y Hastings para diseñar una casa, que se inició en 1905. Harriman lo había planeado durante muchos años, pero vivió en él solo unos meses antes de su muerte en 1909.
La casa cuenta con una sala de música dramática, inspirada en un gran salón medieval. Alrededor del patio central hay un corredor de ladrillos con murales de Barry Faulkner. Harriman encargó a varios artistas estadounidenses que decoraran la casa. James Earle Fraser hizo un retrato en bajorrelieve de Harriman sobre una de las chimeneas, así como una fuente en el patio interior; Malvina Hoffman hizo un busto de la señora Harriman; y Charles Cary Rumsey hizo una fuente de las Tres Gracias, un marco de chimenea de mármol que mostraba una caricatura del arquitecto Thomas Hastings y tallas de cordero de borrego cimarrón en la sala de música. También logró casarse con la hija de Harriman, Mary, en 1910, para sorpresa de la sociedad. En la escalera había tapices de Herter Brothers que representaban la creación de la casa. En el segundo piso había un "corredor indio", con fotografías de nativos americanos tomadas por Edward S. Curtis durante la Expedición Harriman a Alaska de 1899.
La viuda de Harriman le dio la casa a su hijo W.Averell Harriman en su boda en 1915, aunque ella continuó viviendo en el ala oeste del edificio hasta su muerte en 1932. Después de que Estados Unidos entró en la Segunda Guerra Mundial, la familia ofreció la casa a la Marina de los Estados Unidos, que la convirtió en el primero de los hospitales de convalecencia de la Armada, siguiendo el modelo de los que Inglaterra y Rusia ya habían creado con éxito. En 1950, Averell Harriman y su hermano Roland traspasaron la propiedad a la Universidad de Columbia, como "sede de la Asamblea Estadounidense ", una institución de política pública fundada por Dwight D. Eisenhower el mismo año. Se utilizó principalmente como centro para programas de gestión ejecutiva. La casa fue identificada como el primer centro de conferencias de Estados Unidos y se convirtió en un Monumento Histórico Nacional en 1966 pero no está abierta al público.
Fue de esta propiedad que la viuda de Harriman donó 40,5 km² y un millón de dólares al estado de Nueva York para iniciar el Parque Estatal Harriman en 1910.
En 2007, el Open Space Institute compró Arden House y sus alrededores 1,8 km². La casa ofrece amplias vistas del valle del río Ramapo. La propiedad eleva el total de tierras preservadas que alguna vez fueron propiedad de la familia Harriman en el estado de Nueva York a casi 283,3 km², incluidos los parques estatales Bear Mountain, Harriman y Sterling Forest.
En 2010, el Open Space Institute puso la casa a la venta. La casa fue comprada en 2011 por una organización sin fines de lucro respaldada por China, el Centro de Investigación sobre Conservación Natural, Inc. En 2015, el mismo grupo compró la Academia Militar de Nueva York en quiebra.

## Galería

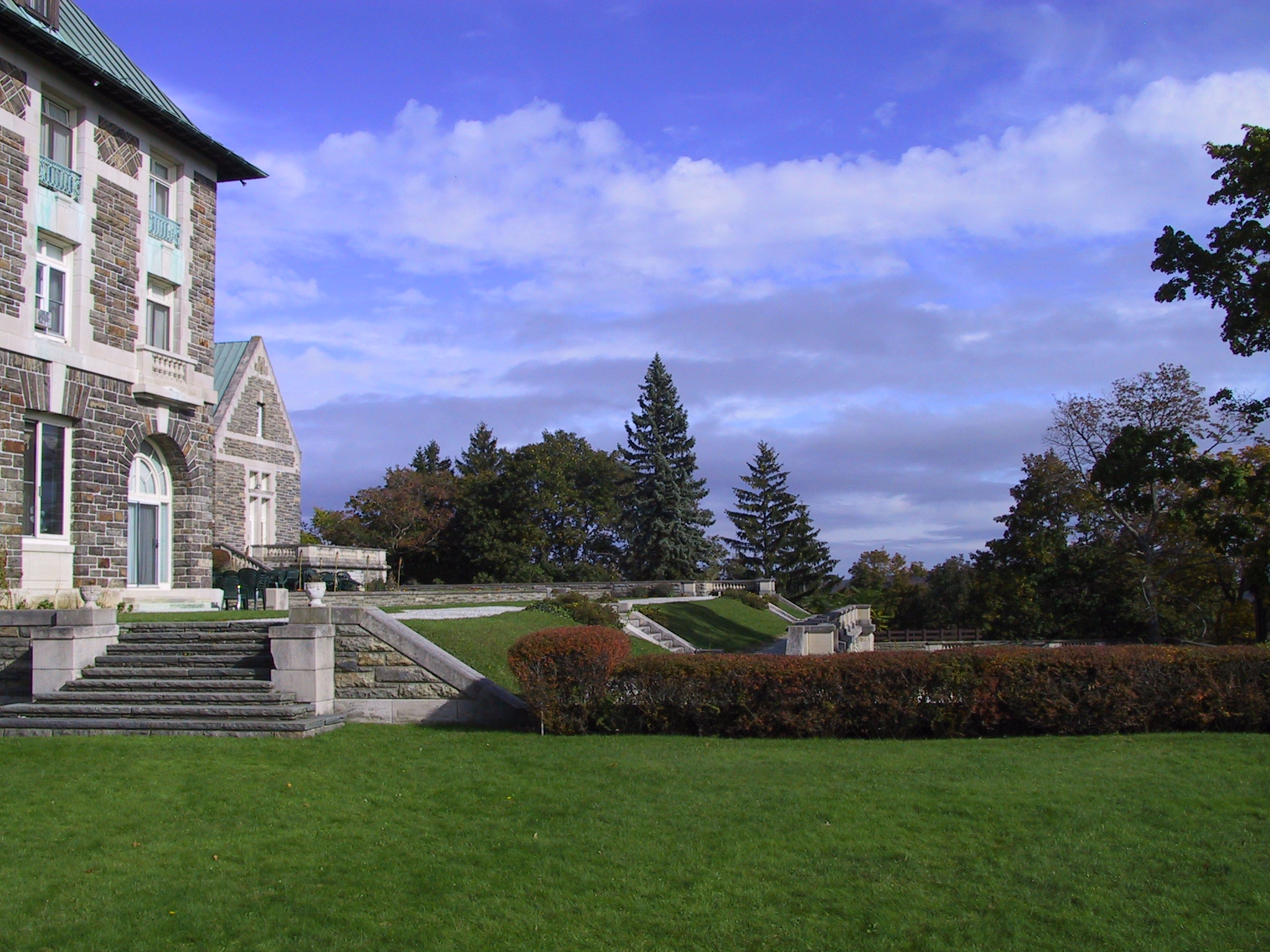
Vista del jardín en 2003
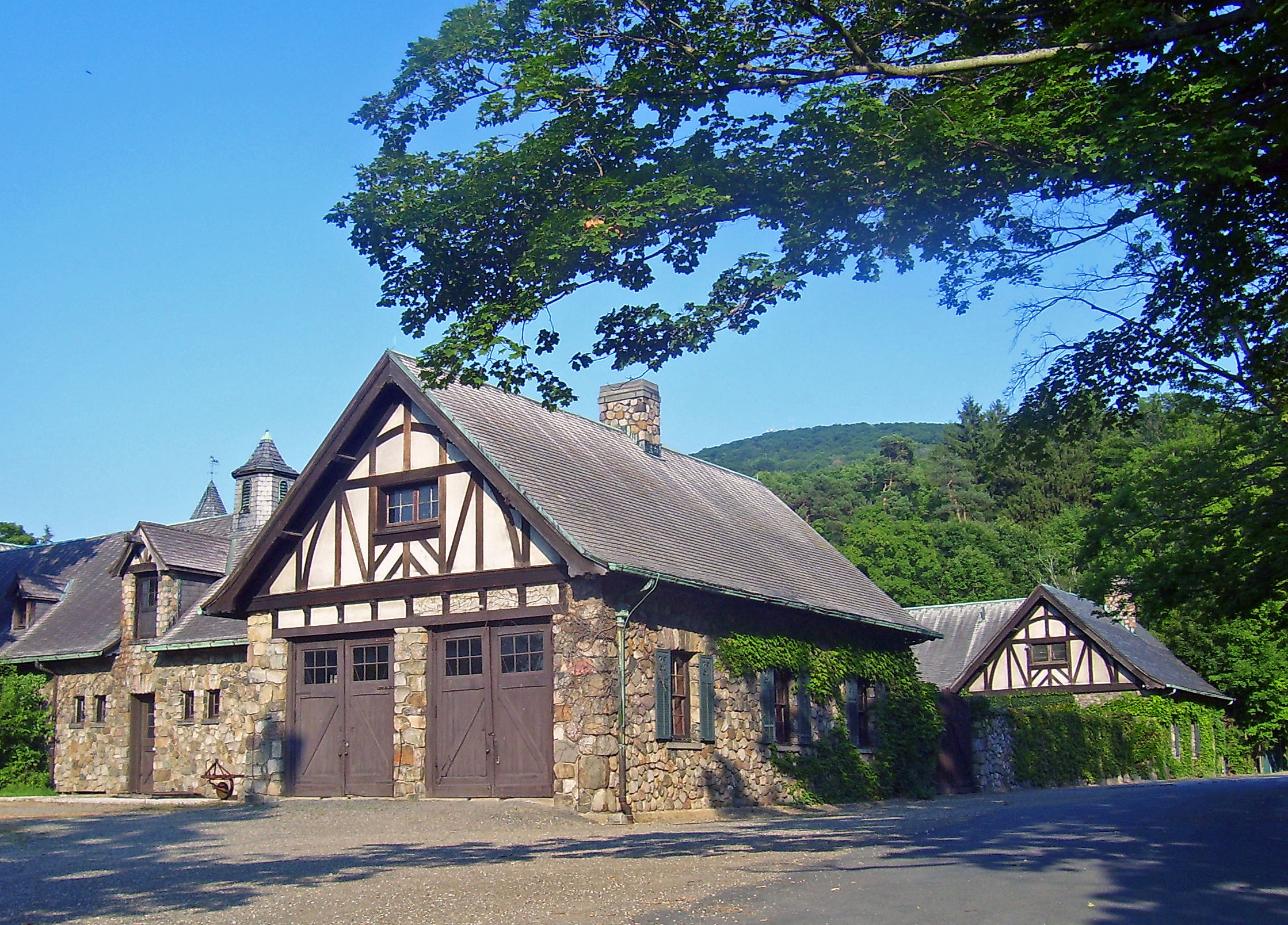
La coachouse en 2007